# Kostiantyn Stryżak
Kostiantyn Ołeksandrowycz Stryżak (ukr. Костянтин Олександрович Стрижак; ur. 22 listopada 1980) – ukraiński zapaśnik walczący w stylu klasycznym.
Zajął ósme miejsce na mistrzostwach świata w 2005. Srebrny medalista mistrzostw Europy w 2003; ósmy w 2002. Wicemistrz wojskowych MŚ w 2001. Trzeci na MŚ w sumo w 1994 roku.